# Herrarnas fristående i gymnastik vid olympiska sommarspelen 2004
Herrarnas fristående i gymnastik vid olympiska sommarspelen 2004 avgjordes den 14 och 22 augusti i O.A.C.A. Olympic Indoor Hall.

## Medaljörer
| Gren                 | Guld                 | Silver                     | Brons                    |
| Herrarnas fristående | Kyle Shewfelt Kanada | Marian Drăgulescu Rumänien | Jordan Jovtjev Bulgarien |

## Resultat

### Final
| Placering | Gymnast                 | Start- värde | Kina | Lettland | Portugal | Nordkorea | Ungern | Israel | Straff | Totalt |
| --------- | ----------------------- | ------------ | ---- | -------- | -------- | --------- | ------ | ------ | ------ | ------ |
|           | Kyle Shewfelt (CAN)     | 10.00        | 9.85 | 9.80     | 9.75     | 9.80      | 9.80   | 9.75   | —      | 9.787  |
|           | Marian Drăgulescu (ROU) | 10.00        | 9.70 | 9.80     | 9.85     | 9.75      | 9.80   | 9.80   | —      | 9.787  |
|           | Jordan Jovtjev (BUL)    | 10.00        | 9.80 | 9.80     | 9.70     | 9.85      | 9.70   | 9.75   | —      | 9.775  |
| 4         | Gervasio Deferr (ESP)   | 10.00        | 9.80 | 9.70     | 9.80     | 9.65      | 9.70   | 9.65   | —      | 9.712  |
| 5         | Paul Hamm (USA)         | 10.00        | 9.70 | 9.80     | 9.70     | 9.65      | 9.70   | 9.75   | —      | 9.712  |
| 6         | Daisuke Nakano (JPN)    | 10.00        | 9.70 | 9.75     | 9.70     | 9.70      | 9.75   | 9.55   | —      | 9.712  |
| 7         | Isao Yoneda (JPN)       | 10.00        | 9.65 | 9.70     | 9.65     | 9.75      | 9.65   | 9.65   | —      | 9.662  |
| 8         | Morgan Hamm (USA)       | 10.00        | 9.70 | 9.80     | 9.75     | 9.75      | 9.75   | 9.75   | 0.10   | 9.650  |